# Erwin Stam

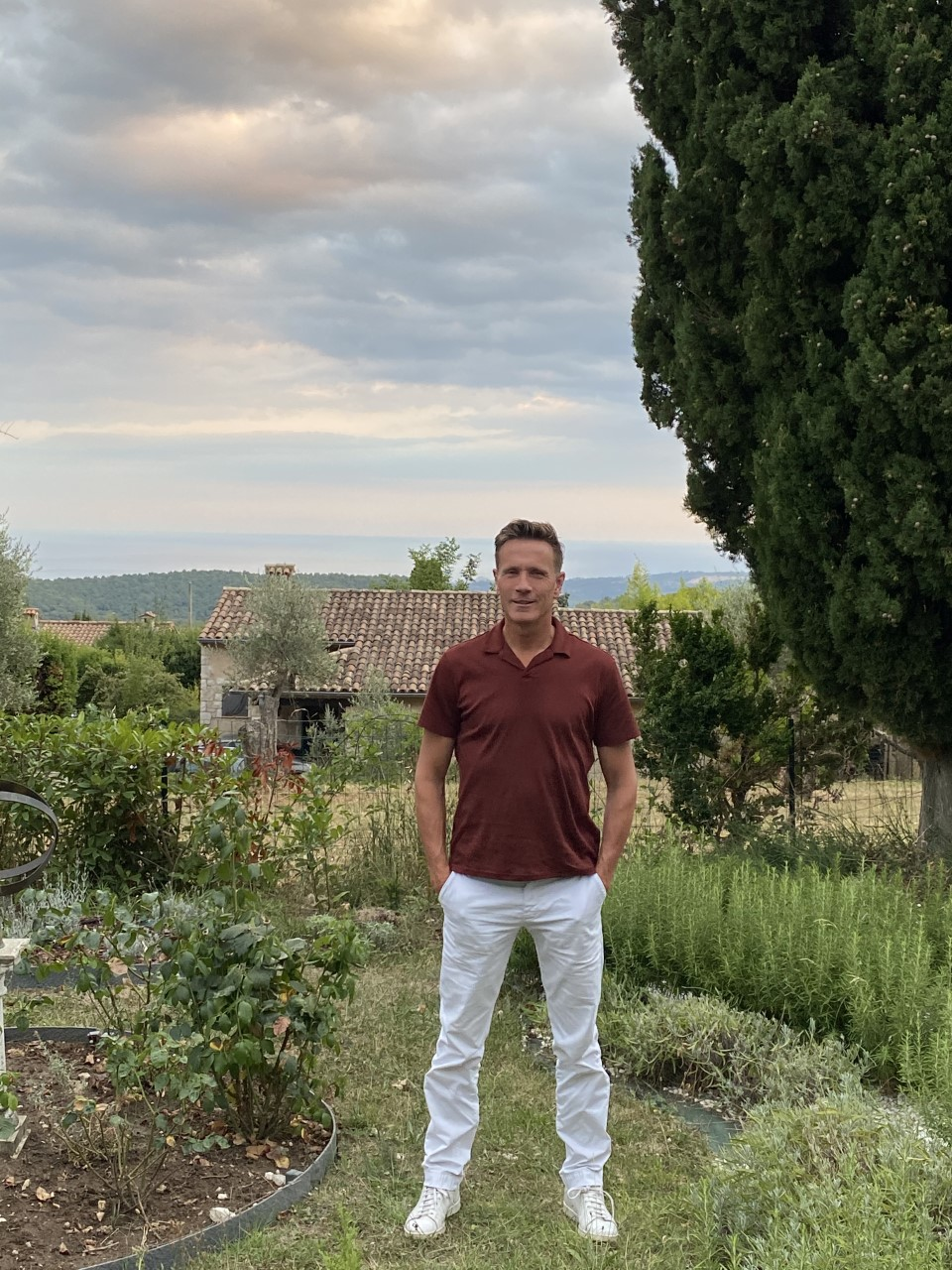

Erwin (Robert) Stam (Dordrecht, 24 februari 1969) is een Nederlandse tuinontwerper. Hij woont in Rotterdam en werkt nationaal en internationaal. Stam trad op als gastontwerper bij het tv-programma Eigen Huis en Tuin op RTL 4 en trad op in de serie Droomtuinen als een van de 10 meest inspirerende tuinontwerpers van Nederland. Ook in BinnensteBuiten op KRO-NCRV was hij te zien met een van zijn tuinen. In 2016 ontwierp hij een tuin voor het Besiktas Garden & Flower festival in Turkije. Eind 2020 nam hij deel aan het Beijing Garden Festival.